# Johann Friedrich Friedel
Johann Friedrich Friedel (* Mai 1722 in Berlin; † 23. September 1793 ebenda) war ein deutscher Architekt und Baubeamter.

## Leben
Johann Friedrich Friedel war der Sohn des Berliner Ratsmaurer- und Zunftmeisters Johann Friedel. Als Baukondukteur stand er in königlich-preußischen Diensten und war bei Knobelsdorff in Rheinsberg tätig. Auch beim Bau des Schlosses Sanssouci war er an der Ausführung beteiligt. 1744 ging er an den Anhalt-Zerbster Hof, wo er nach Knobelsdorffs Entwurf den Ostflügel des Barockschlosses baute. 1748 ging er nach Berlin zurück. Am 29. August 1749 erhielt er das Berliner Bürgerrecht, verließ den Staatsdienst und wurde selbständiger Maurermeister. Nach eigenen Entwürfen entstanden 1763 das Haus Lottum in der Neuen Kommandantenstraße 15 (1885 abgerissen) und 1776 das Mehlhaus in der Packhofstraße (1866 abgetragen). Vorübergehend stand er als Bauinspektor von 1755 bis 1766 erneut in preußischen Diensten, wird allerdings noch 1785 als Bauadjudant im Bauamt genannt, der 1785 bis 1787 für den Umbau der Garnisonschule verantwortlich war. Er wurde auf dem Garnison-Friedhof (Feld VI) begraben.